# Halecomorphi
Halecomorphi (лат.) — надотряд лучепёрых рыб из подкласса новопёрых, живших в основном с триаса по плейстоцен. Ископаемые Halecomorphi были найдены на территории Северной Америки, Европы, Азии и Африки. Впервые был описан Копом в 1872 году.
Единственный сохранившийся вид — ильная рыба (амия).

## Классификация
- Amiiformes
- † Luoxiongichthys
- † Ophiopsiidae
- † Peia
- † Prosantichthys
- † Sinamiidae